# (4556) Gumilyov
(4556) Gumilyov ist ein Asteroid des Hauptgürtels, der am 27. August 1987 von der ukrainischen Astronomin Ljudmila Georgijewna Karatschkina am Krim-Observatorium in Nautschnyj (IAU-Code 095) entdeckt wurde.
Der Asteroid wurde nach dem russischen Dichter des Silbernen Zeitalters Nikolai Stepanowitsch Gumiljow (1886–1921) benannt.